# Ewald Schulz (Architekt)

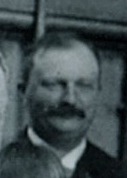
Ewald Schulz

Ewald Schulz (* 2. Oktober 1850 in Speichrow; † 9. April 1906 in Kiel) war ein deutscher Architekt, Bauunternehmer und Kommunalpolitiker, als Stadtrat war er Mitglied des Magistrats von Cottbus.

## Familie

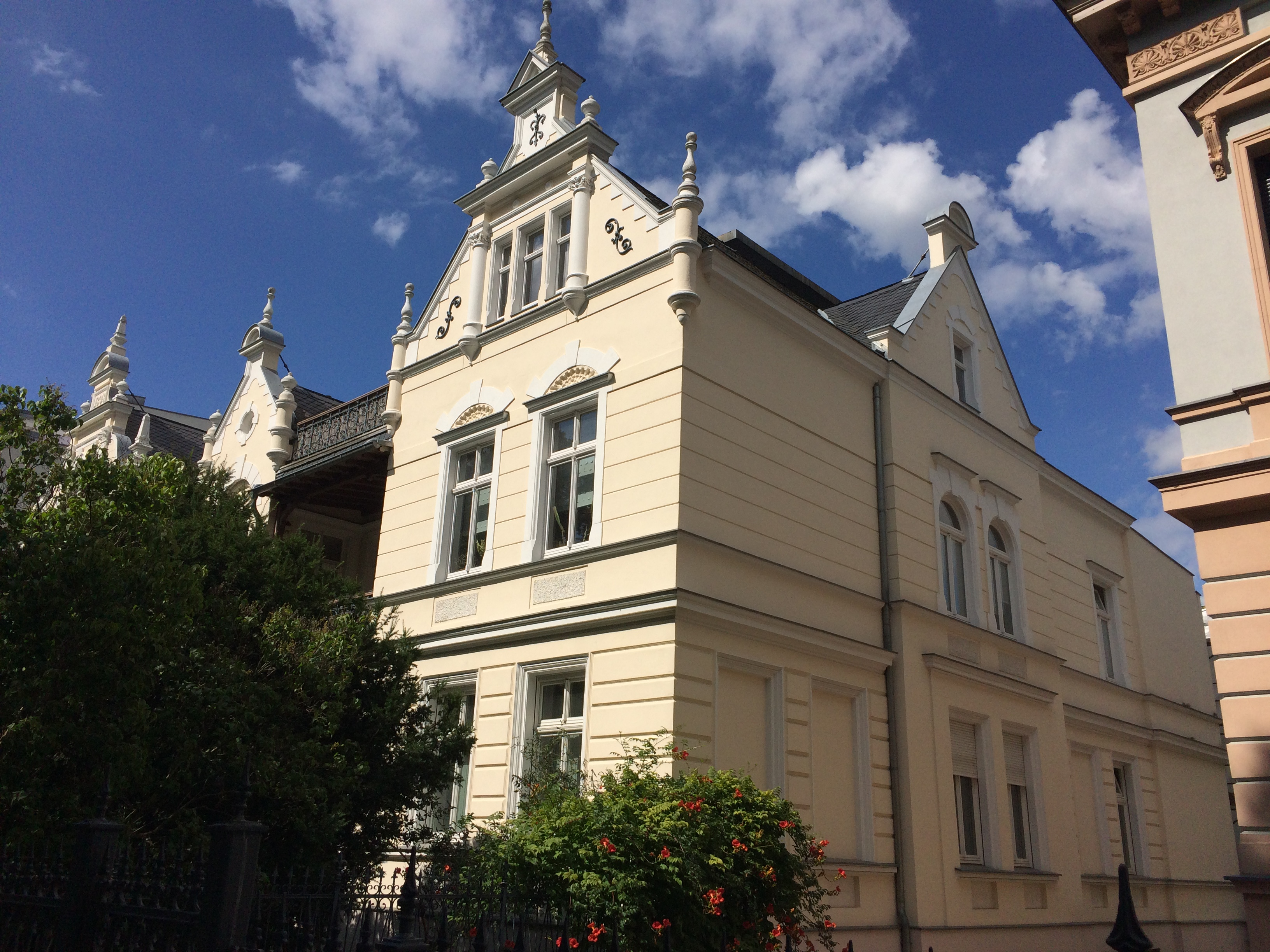
Wohnhaus von Ewald Schulz an der heutigen Puschkinpromenade 3a

Schulz war der zweitälteste Sohn des Brauereigutsbesitzers Johann Gottfried Schulz und dessen Ehefrau Luise Amalie Malvine Schulz geb. Töpfer. Er war verheiratet mit Rosalie Schulz (* 15. Januar 1858; † 22. August 1928 in Cottbus). Aus der Ehe gingen mehrere Kinder hervor, die Familie lebte in einer von Schulz errichteten Villa an der Promenade 3a.
Sein älterer Bruder war der Brauereigutsbesitzer Emil Oskar Schulz, jüngere Geschwister waren der Stadtverordnete Justizrat und Notar Paul Schulz und der Kaufmann Ernst Schulz. Sein Neffe war der Ministerialrat Hans Georg Oskar Schulz. Ewald Schulz wurde auf dem von ihm mit geplanten Südfriedhof beigesetzt. Um dem Andrang gerecht zu werden, bat Oberbürgermeister Paul Werner die Polizei, beim Begräbnis in Uniform für Ordnung zu sorgen.

## Berufliches Wirken
Schulz unterhielt ein Bauunternehmen und war darüber hinaus als Architekt tätig. Von ihm stammen zahlreiche Gebäude des Historismus in Cottbus, darunter das Wohnhaus des damaligen Oberbürgermeisters in der heutigen Wernerstraße 55, von denen viele noch stehen und in die Denkmalliste eingetragen sind.

## Öffentliche Ämter
Von 1899 bis 1906 gehörte Schulz als Stadtrat dem Magistrat und damit der Stadtregierung von Cottbus an. In den Jahrzehnten von 1860 bis 1914 wurde der Ausbau von Cottbus als Großstadt vollendet. Schulz war für wichtige Infrastrukturfragen zuständig, darunter das Gesundheitswesen (Der Bau der Vereinigten Städtischen und Thiemschen Heilanstalt wurde 1912 begonnen.), die Stadtbaudeputation, das Kanal- und Wasserwesen (Die Wasserleitungen wurden 1898, das Kanalnetz 1899 eingeweiht.) und für das in seiner Amtszeit 1903 fertiggestellte Elektrizitätswerk. Er gehörte außerdem der Friedhofsdeputation an, was eine Beteiligung an der Errichtung des 1904 fertig gestellten Südfriedhofs nahelegt.
Am 12. Februar 1902 suchte Schulz bei Oberbürgermeister Werner mit Verweis auf seine Gesundheit und sein Geschäft um Entbindung von einigen seiner Aufgaben nach. Dennoch wurde er am 12. September 1905 mit 30 von 32 Stimmen von der Stadtverordnetenversammlung bis zum 31. Dezember 1911 wiedergewählt. Am 19. März bat Schulz um Urlaub für eine Reise zu seinem Sohn Johannes, der als Seekadettenanwärter in Kiel Dienst tat. Dort starb Schulz am 9. April 1906 an einer Lungenentzündung. Zur Beerdigung am 12. April erhielten die Beamten der Stadtverwaltung Urlaub, um an der Beisetzung teilnehmen zu können.

## Bauten

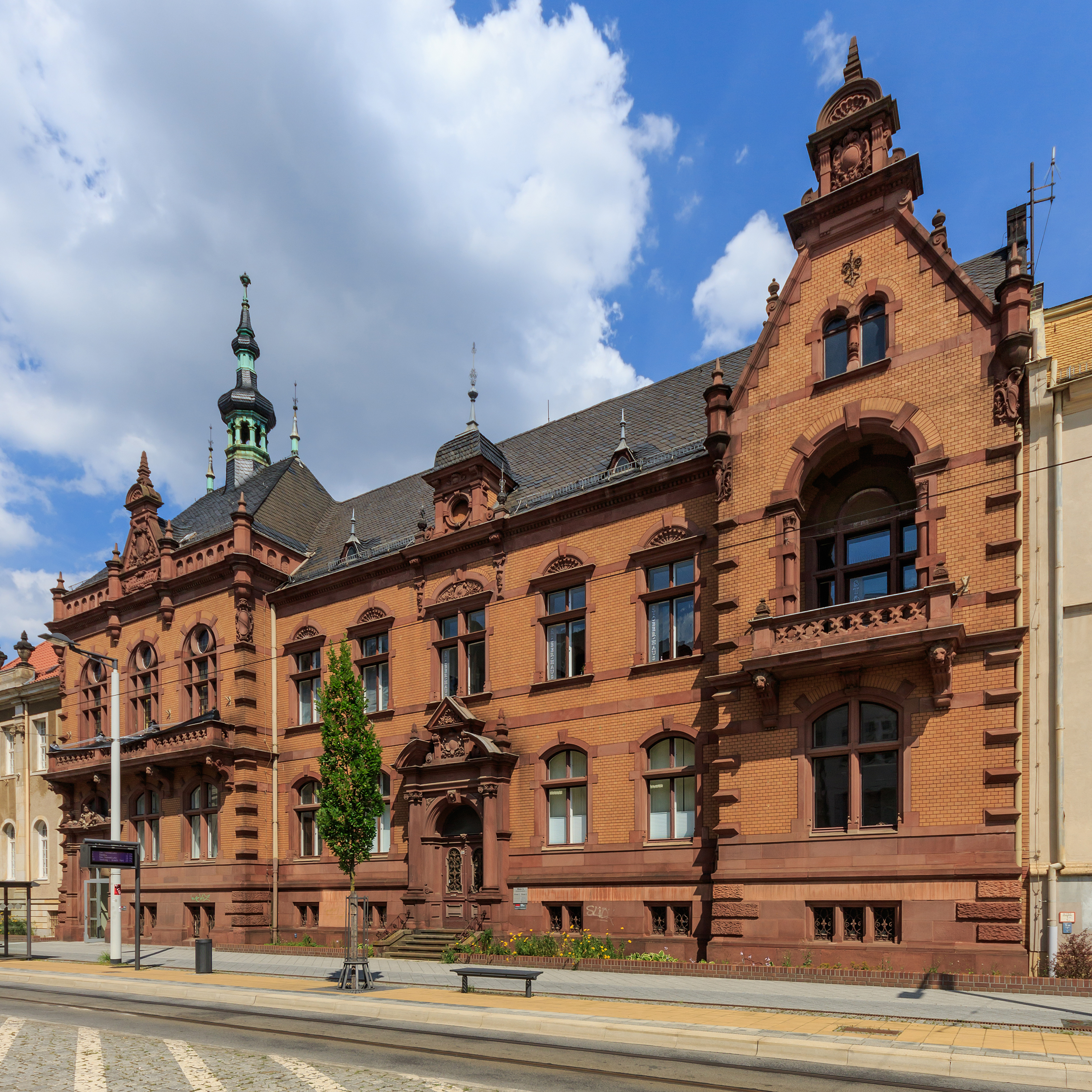
Kreisständehaus

- 1875: Wohnhaus für Emil Oskar Schulz in Speichrow
- 1878: Umbau und Erweiterung des Vereinshauses für den Zweiten Geselligen Verein in Cottbus, Straße der Jugend 16[5]
- um 1885: Wohn- und Geschäftshäuser Berliner Straße 154–156 in Cottbus (kriegszerstört)[6]
- 1886: Diakonissenhaus in Cottbus, Thiemstraße (ohne Honorar, kriegszerstört)[7]
- 1889: Wohn- und Geschäftshaus für den Juwelier Thies in Cottbus, Spremberger Straße 19
- 1889: Wohn- und Geschäftshaus für Hermann Bockries in Cottbus, Sprembergerstraße 18
- 1890: Fabrik- und Verwaltungsgebäude der Enke-Fabrik in Cottbus, Briesmannstraße 2/3, Ostrower Platz 2
- 1890: Renovierung des Spremberger Turms in Cottbus, Spremberger Straße
- 1890/1893: Reitanlage für den Tuchfabrikanten Adolf Westerkamp in Cottbus, Wernerstraße 46[8]
- 1891–1892: eigenes Wohnhaus in Cottbus, Karl-Liebknecht-Straße 20
- 1891–1892: Kreisständehaus in Cottbus, Bahnhofstraße 24 (gemeinsam mit Paul Freygang)
- 1892: Wohnhaus für Oberbürgermeister Paul Werner in Cottbus, Wernerstraße 55

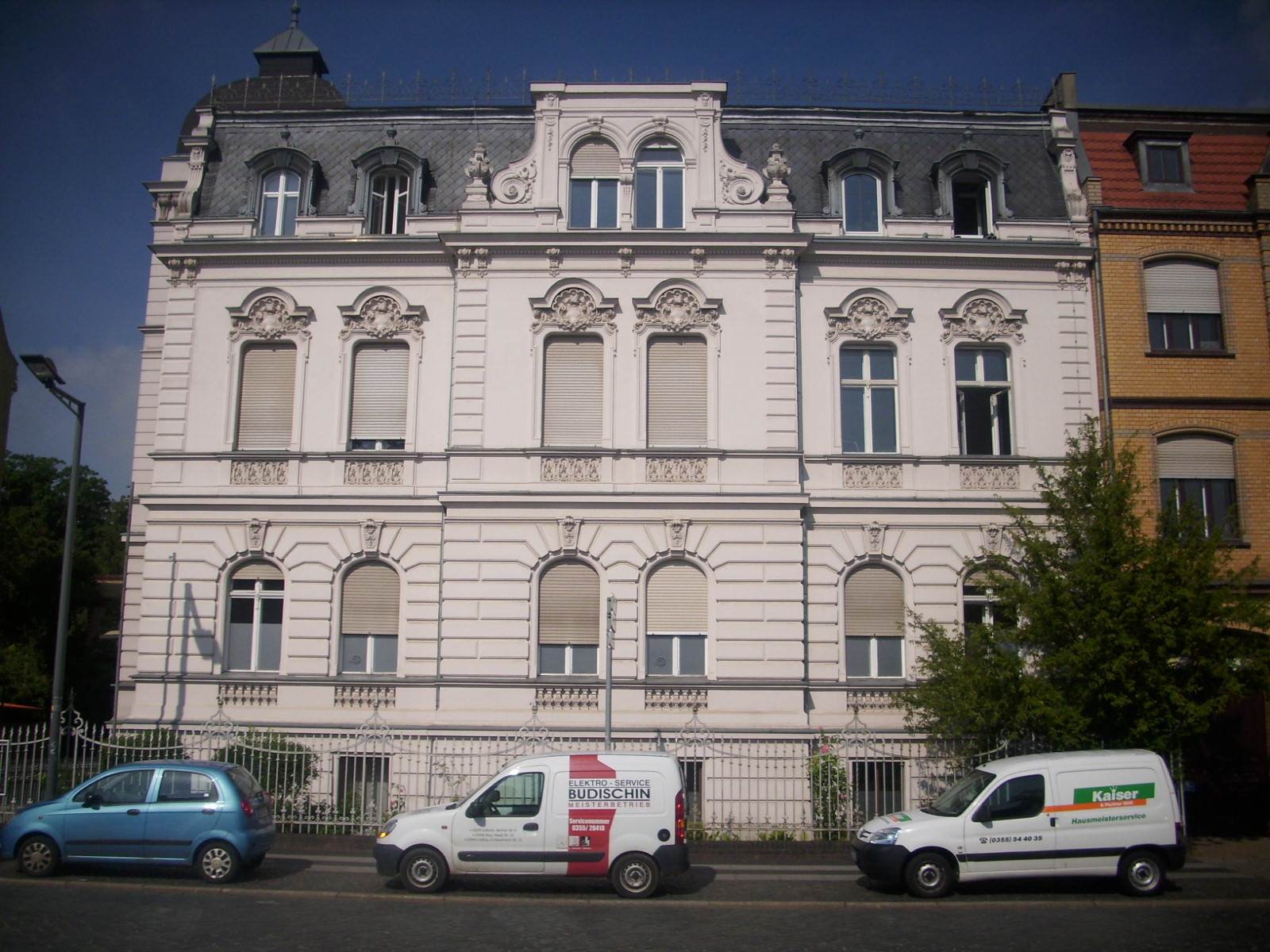
Wohnhaus Schillerstraße 55

- 1892: Färberei und Tuchfabrik Koppe in Cottbus, Ostrower Damm 17/18 (gemeinsam mit Paul Broeßke)
- 1892–1893: Mehrfamilienwohnhaus mit Hofgebäuden für Tapeziermeister Paul Kurzrock in Cottbus, Karl-Liebknecht-Straße 13
- 1892–1893: Hotel Kaiser-Adler in Cottbus, Bahnhofstraße 29–30 (stark vereinfacht)[9]
- 1894: Wohnhaus für Regierungsbaumeister Richard Bachsmann in Cottbus, Karl-Liebknecht-Straße 27
- 1895: Mehrfamilienwohnhaus für den Fleischermeister Hermann Klasche in Cottbus, Berliner Straße 143
- 1895: Villenartiges Wohnhaus für den Rentier Heinrich Starcke in Cottbus, Schillerstraße 55[10]
- 1895–1896: Mehrfamilienwohnhaus für den Bauunternehmer Christian Schilka in Cottbus, Schillerstraße 50[11]
- 1897: Wohn- und Geschäftshaus für den Fotografen Otto Putzar in Cottbus, Karl-Liebknecht-Straße 26[12]